# Володимирське воєводство

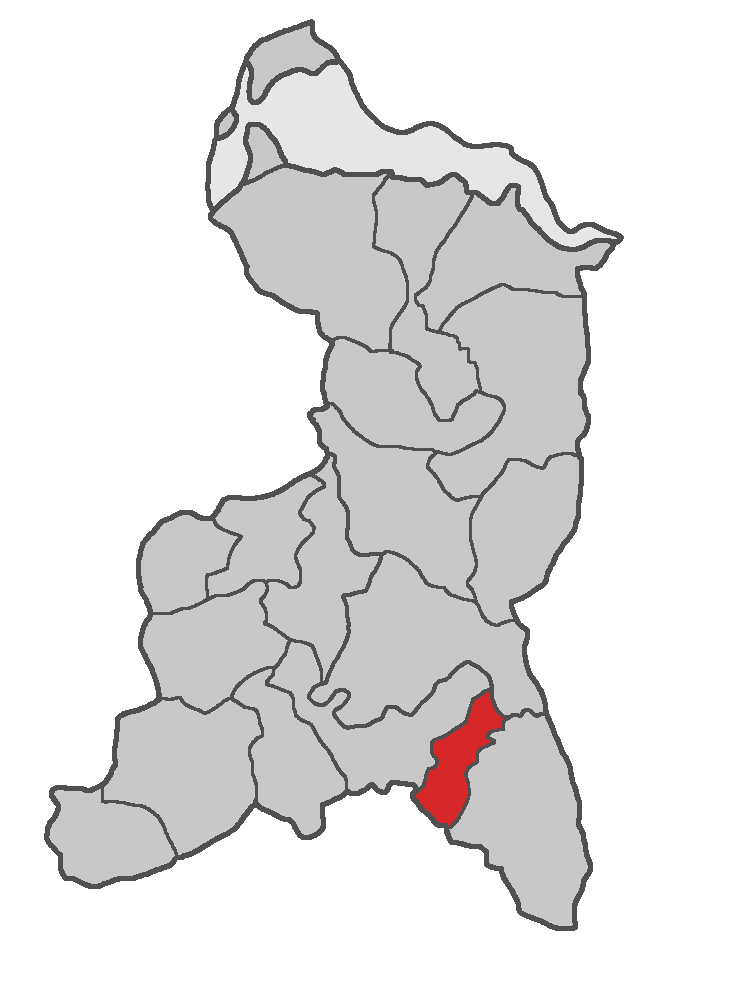
Володимирське воєводство на тлі воєводств, утворених на Гродненському сеймі

Володимирське воєводство (пол. województwo włodzimierskie) — адміністративно-територіальна одиниця, створена на Гродненському сеймі 23 листопада 1793 р. з Володимирського повіту Волинського воєводства і залишеного Польщі одного (чинного і надалі) з двох обрізків Белзького воєводства з Коритницею. До кінця так і не облаштоване у зв'язку з початком повстання Костюшка. Воєводство повинно було мати в Сеймі двох сенаторів (воєводу і каштеляна) та шістьох депутатів, яких обирали на чотири роки (по два від кожної землі). Сеймики мали проводитися в кафедральному соборі Володимира.
Воєводство поділялося на три землі:
- Володимирська
- Дубенська
- Ковельська

Точний поділ воєводства на землі (повіти) повинні були довершити громадяни за погодженням із Безустанною Радою. 